# ستون‌های ابدیت
 ستون‌های ابدیت (به انگلیسی: Pillars of Eternity) یک بازی ویدئویی نقش‌آفرینی است که توسط آبسیدین ساخته و به دست پارادوکس اینتراکتیو منتشر شده‌است. این بازی برای ویندوز، لینوکس و مک‌اواس در تاریخ ۲۵ مارس ۲۰۱۵ منتشر شد.

## دنباله
پس از موفقیت نسخه اول استودیو آبسیدین دنباله‌ای با عنوان ستون های ابدیت ٢:ددفایر را در ماه مه ٢٠١٨ منتشر کرد.

## بازخورد ها
| گردآورنده | امتیاز                                         |
| --------- | ---------------------------------------------- |
| متاکریتیک | PC: 89/100 PS4: 85/100 XONE: 86/100 NS: 82/100 |

| ناشر                     | امتیاز  |
| ------------------------ | ------- |
| دستراکتید                | 8.5/10  |
| گیم اینفورمر             | 9.25/10 |
| گیم رولیشن               | [ ۸ ]   |
| آی‌جی‌ان                   | 9/10    |
| پی‌سی گیمر (ایالات متحده) | 92/100  |
| The Escapist             | [ ۱۱ ]  |

ستون های ابدیت با بازخورد های مثبتی از سوی منتقدین روبرو شد و توانست تا فوریه سال ٢٠١۶ بیش از ٧٠٠ هزار نسخه به فروش برساند.